# Anna Kiesenhofer
Anna Kiesenhofer née le 14 février 1991 à Kirchdorf an der Krems, est une mathématicienne, chargée de cours à l'Ecole polytechnique fédérale de Lausanne, et une coureuse cycliste autrichienne. Le 25 juillet 2021, elle remporte en solitaire la médaille d'or de la course sur route des Jeux olympiques d'été de 2020.

## Biographie

### Sportive de haut niveau
Elle participe à des triathlons et duathlons de 2011 à 2013. Après une blessure, elle doit limiter la course à pied et se concentre donc sur le cyclisme à partir de 2014 . Elle s'engage dans l'équipe catalane Frigoríficos Costa Brava – Naturalium. En 2015, elle participe à des courses cyclo-sportives dont le Gran Fondo New York qui se conclut au mont Ventoux et qu'elle remporte. Elle court le Tour de l'Ardèche mais, victime d'une chute à la première étape, elle abandonne après plusieurs étapes difficiles.
En 2016, elle gagne la Coupe d'Espagne. En septembre, elle participe au Tour de l'Ardèche dans l'équipe mixte Sélection internationale. Sur la troisième étape, la première échappée part au kilomètre douze. Elle est composée de Dany Christmas, Anna Plichta, Sara Olsson, Vita Heine et Silvia Valsecchi. Vingt kilomètres plus loin, elles sont rejointes par Anna Kiesenhofer. Dans la descente du col de Murs, le groupe compte sept minutes vingt-cinq d'avance. Dany Christmas est distancée. Après Blavac, Anna Plichta part seule et a une avance allant jusqu'à une minute trente au pied du mont Ventoux. Dans l'ascension Anna Kiesenhofer la rejoint puis la distance. Elle gagne finalement l'étape avec presque quatre minutes d'avance sur Flávia Oliveira. Elle s'empare de la tête du classement général. Le lendemain, Flávia Oliveira s'échappe à son tour et s'impose. Elle dépossède Kiesenhofer du maillot rose. Elle conserve sa deuxième place au classement général jusqu'au bout de l'épreuve.
En 2020, au Tour de l'Ardèche, elle est la seule à pouvoir suivre Margarita Victoria García dans le col de la Machine sur la deuxième étape. Avec Lauren Stephens, elles prennent plus de quatre minutes aux coureuses derrière. Elle finit l'épreuve à la troisième place.
Le 25 juillet 2021, lors de la course sur route des Jeux olympiques de Tokyo, Anna Kiesenhofer est la seule Autrichienne au départ. Elle s'est entraînée pour l'événement sans entraîneur ou équipe professionnelle et n'est pas considéré comme une prétendante pour décrocher une médaille. Elle fait partie d'une échappée lancée dès le départ, puis décroche ses rivales à 43 km du but en plaçant une violente accélération dans le col de Kagosaka. Elle crée la surprise en maintenant son rythme et en creusant l'écart pour passer la ligne d'arrivée en solitaire sur le circuit du Mont Fuji une minute et quinze secondes avant ses poursuivantes, apportant le titre olympique à l'Autriche, devant Annemiek van Vleuten et Elisa Longo Borghini. Beaucoup dans le peloton, en incluant Van Vleuten (qui a levé les bras en franchissant la ligne), terminent la course en ignorant que Kiesenhofer était toujours devant. Kiesenhofer déclare plus tard qu'elle « ne pouvait pas croire » qu'elle avait gagné, ajoutant qu'elle aurait été satisfaite d'un top 25. En cyclisme, il s'agit de la première médaille olympique pour une Autrichienne et de la première médaille d'or pour l'Autriche depuis la victoire d'Adolf Schmal aux premiers Jeux olympiques de 1896. Kiesenhofer est nommée cycliste autrichienne de l'année et personnalité sportive autrichienne de l'année 2021.
Après son titre olympique surprise, elle  participe ensuite aux championnats d'Europe et du monde en 2021. À l'issue de la saison, elle annonce qu'elle continuerait à courir en tant que coureuse indépendante sponsorisée par le groupe Swiss Krono jusqu'en 2024. En juin 2022, elle termine deuxième de la course sur route et du contre-la-montre des championnats nationaux. Début août de la même année, elle rejoint l'équipe espagnole Soltec, avec comme objectif la Ceratizit Challenge by La Vuelta.

### Mathématicienne
Anna Kiesenhofer étudie les mathématiques à l'Université technique de Vienne en licence, puis effectue son master à l'université de Cambridge, enfin elle passe sa thèse à l'Université polytechnique de Catalogne et conclut ainsi ses études en 2016. Elle entre l'année suivante en postdoctorat à l'École polytechnique fédérale de Lausanne où elle enseigne les mathématiques et est collaboratrice scientifique au sein de la chaire des équations différentielles partielles.

## Palmarès sur route

### Par années
- 2016
  - 3e étape du Tour de l'Ardèche
  - Coupe d'Espagne
  - 2e du Tour de l'Ardèche
  - 2e du championnat d'Autriche du contre-la-montre
- 2019
  -  Championne d'Autriche sur route
  -  Championne d'Autriche du contre-la-montre
  - 5e du championnat d'Europe du contre-la-montre
- 2020
  -  Championne d'Autriche du contre-la-montre
  - 3e du Tour cycliste féminin international de l'Ardèche
- 2021
  -  Championne olympique de la course en ligne
  - 2e du Chrono des Nations-Les Herbiers-Vendée
  - 7e du championnat d'Europe du contre-la-montre
- 2022
  - 2e du championnat d'Autriche sur route
  - 2e du championnat d'Autriche du contre-la-montre
  - 5e du championnat d'Europe du contre-la-montre
  - 10e du championnat du monde du contre-la-montre
- 2023
  - Chrono Gatineau
  - Chrono des Nations-Les Herbiers-Vendée
  - 3e de la Coupe d'Europe des Grimpeurs
  - 6e du championnat d'Europe du contre-la-montre
- 2024
  - 3e du Grand Prix MOPT
  - 3e du Chrono des Nations-Les Herbiers-Vendée
  - 10e du championnat d'Europe du contre-la-montre

### Résultats sur les grands tours

#### Tour d'Italie
1 participation
- 2023 : 53e

#### Tour d'Espagne
1 participation
- 2024 : 108e

### Classements mondiaux
| Année                                 | 2016 | 2017 | 2018 | 2019 | 2020 | 2021 | 2022 | 2023 | 2024 |
| ------------------------------------- | ---- | ---- | ---- | ---- | ---- | ---- | ---- | ---- | ---- |
| Classement UCI                        | 174e | nc   | nc   | 150e | 88e  | 32e  | 137e | 89e  | 123e |
| UCI World Tour                        | nc   | nc   | nc   | nc   | nc   | nc   | 177e | 199e | 290e |
|                                       |      |      |      |      |      |      |      |      |      |
| Légende : nc = non classéSource : UCI |      |      |      |      |      |      |      |      |      |

## Distinctions
- Cycliste autrichienne de l'année : 2021
- Personnalité sportive autrichienne de l'année : 2021